# Lëtzebuerger Journal
Das Lëtzebuerger Journal ist ein Online-Magazin in Luxemburg. Die Publikation, ehemals eine Tageszeitung, wurde vor dem 1. Januar 2021 einer grundlegenden Umgestaltung unterzogen. Direktorin ist Lynn Warken und Chefredakteurin ist Melody Hansen.

## Ursprung und Geschichte
Das Lëtzebuerger Journal ging aus der 1881 in Grevenmacher gegründeten Obermosel-Zeitung und der zwischen 1944 und 1948 von der seinerzeitigen Widerstandsbewegung herausgegebenen, vorübergehend vollständig in luxemburgischer Sprache redigierten d'Unio'n hervor. Es erschien unter eigenem Kopf vom 5. April 1948 bis zu 31. Dezember 2020 als gedruckte Tageszeitung, wurde vom Verlag Editions Lëtzebuerger Journal herausgegeben und im Editpress-Druckzentrum in Esch-Alzette in einer Auflage von durchschnittlich 10.000 Exemplaren gedruckt. Laut TNS Ilres hatte die Zeitung 2018 nur mehr 5.700 Leser. Damit erreichte sie 1,2 % der Bevölkerung Luxemburgs. Das Lëtzebuerger Journal wurde über die Pressehilfe vom Luxemburgischen Staat subventioniert. 2017 lag dieser Betrag bei 948.754 Euro.
Gusty Graas wurde Ende 2011 von Marc Hansen als Geschäftsführer abgelöst. Nachdem Marc Hansen im Februar 2014 ins Parlament wechselte und dann in die Regierung wurde Claude Karger neben seiner Tätigkeit als Chefredakteur auch mit der Geschäftsführung beauftragt.
Die Editions Lëtzebuerger Journal übernahmen 2011 aufgrund einer neuen Partnerschaft mit Éditpress Luxembourg SA 8 % von deren Kapital. Damit sollte das Verlagshaus des Journal „auf die Kompetenzen und Erfahrung innerhalb der Multi- und Crossmedia-Gruppe aus Esch zurückgreifen können“.
Die Zeitung galt als liberal und stand bis 2012 der Demokratischen Partei (DP) nahe. Im Zusammenhang mit der Kooperation mit Éditpress war die Zeitung danach keine Parteizeitung mehr, sondern verfügte über eine unabhängige Redaktion, die 2012 ein neues Konzept für die Zeitung erarbeitete. Vom 25. September 2012 bis zum 1. Juli 2020 erschien sie sechsmal die Woche, danach nur noch fünfmal die Woche und wurde am 31. Dezember 2020 eingestellt.